# Червоний вартовий
Червоний вартовий (англ. Red Guardian) — супергеройський псевдонім, який використовували кілька персонажів Marvel Comics. Герой є радянською відповіддю на Капітана Америка, проте після розпаду Радянського Союзу він продовжив працювати на російську владу.  
Вперше Червоний вартовий (Олексій Шостаков) з'явився у коміксі The Avengers #43 (серпень 1967). Далі мантію Вартового приміряли доктор Таня Белінскі, Йосиф Петкус, Красно Гранітський, Антон і Микола Криленко. Також у 1991 році читачам представили Олексія Лєбєдєва, що за хронологією є першим Червоним вартовим, який працював ще у часи Другої світової. 
У рамках кіновсесвіту Marvel персонаж дебютував у фільмі «Чорна вдова» 2021 року. Роль Олексія Шостакова виконав Девід Гарбор.

## Вигадана біографія героїв

### Олексій Лєбєдєв
Олексій Лєбєдєв, родом із Золотої доби коміксів. був представлений у Namor, The Sub-Mariner Annual #1 (червень 1991). За хронологією всесвіту Marvel він є першим Червоним вартовим, але Олексій Шостаков був придуманий ще у 1967 році, тому "оригіналом" слід уважати саме Шостакова. Лєбєдєв створений письменниками Даною Морсхедом, Майком Томасом та художником Філом Гестером.
Про нього дуже мало відомо, проте дебютував він як противник Капітана Америка і Немора на Потсдамській конференції. Олексій розпочав кар'єру супергероя під час Другої світової війни, тоді й зустрівся з Загоном Всепереможців (колишніми Загарбниками). Як й інші однойменні хрестоносці, його було створено як радянського колегу Капітана Америка. Його було убито в 1950-х, у рамках чистки тодішньої влади, коли він виступав проти жорстоких експериментів, що пізніше і породили його наступника — суперсолдата Олексія Шостакова.

### Олексій Шостаков
Олексій Аланович Шостаков, другий Червоний вартовий, був створений Роєм Томасом та Джоном Баскема у 1967 році, дебютувавши у коміксі The Avengers #43.
Персонаж народився у Москві та був чоловіком Наташі Романової. Обоє стали радянськими агентами, його дружина — Чорною вдовою, а він — кваліфікованим пілотом та солдатом, що пізніше допомогло йому стати обраним для програми «Червоний вартовий».
Олексій Шостаков був відомий у СРСР ще до того, як став вартовим, працюючи військовим пілотом. Під час Другої світової він воював на Східному фронті, знищивши багато ворожих літаків Третього Рейху у повітряних боях. Олексій допоміг здобути перемогу у боях над Сталінградом та Курськом. Завдяки своїй майстерності також був обраний для таємних військових випробувань радянської влади, включаючи тестування нового літака-винищувача МІГ-15. Тодішні ЗМІ широко розповсюджували його подвиги, зокрема і у Корейській війні. У результаті Шостакова було удостоєно звання Героя Радянського Союзу. Він також мав успіхи в особистому житті, одружившись з не менш відомою радянською балериною Наташою Романовою.
Коли у 1950-х роках світ сколихнула Холодна війна, Микита Хрущов зрозумів, що задля переваги над США, потрібно мати свою версію супер-солдата Капітана Америка. Хрущов обрав для цієї ролі саме Олексія Шостакова, нехтуючи Юрієм Гагаріном, який через кілька років став першою людиною у космосі. Члени КДБ підробили його смерть і почали таємно навчати, приховуючи факт виживання Шостакова від Наташі. Він став майстром рукопашного бою і висококваліфікованим спортсменом. На поясі персонаж носив метальний диск (подібний до щита Капітана Америки), який за допомогою магнітної сили після кидка повертався до власника. На диску були зображені жовті серп і молот, а на костюмі зірка, що символізувало радянський прапор. На відміну від Чорної вдови, яка розчарувалася у комуністичній владі та перейшла на бік США, Олексій був вірний своїй батьківщині і жорстоко боровся з її ворогами. Червоний вартовий мав численні сутички з Месниками. Коли у КНР полковник Лінг (колишній союзник Шостакова) приховував китайську новітню зброю, герой зустрів Чорну вдову і Капітана Америка. Коли Наташа впізнала щось знайоме у ньому, він розкрив свою таємницю особистості. Тоді його було сильно поранено пострілом полковника Лінга. Тіло Шостакова впало у розпечену магму вулкану, що прокинувся через лазерний вибух.
Деякий час у коміксах фігурувала ЖМЛ (життєздатна модель людини; робот, ідентичний людині, включаючи її спогади) Олексія Шостакова. Він з'явився у сюжетній арці «Widowmaker» — кросовер Соколиного Ока, Пересмішиці та Чорної вдови 2011 року. ЖМЛ став новим Роніном. Робот-Ронін займався вбивством шпигунів, у підсумку його ціллю стали Пересмішниця та Чорна вдова. У першому ж бою з останньою він був знищений. Тим не менш він вижив і отримав великий вплив у Болгарії, де намагався засудити "свою колишню дружину" за злочини у часи СРСР. Його плани були порушені за допомогою Шибайголови та Месників.
Девід Гарбор виконав роль Шостакова у фільмі «Чорна вдова», що є частиною кіновсесвіту Marvel.

### Таня Белінскі
Доктор Таня Белінскі була нейрохірургом, родом з СРСР, а пізніше прийняла особистість Червоного вартового і вступила до складу команди Захисники. Створена Стівом Гербером і Селом Баскема, вона дебютувала у The Defenders #35 (травень 1976). Таня прибула у США, щоб зробити операцію на мозок Чорному Яструбу, одному з Захисників. Пізніше і вона сама вступила до їх складу, здружившись з Клеєю, Чарівницею та Валькірією. Дівчина часто дивувалася капіталістичній культурі, критикувавши її.
Після пригод у якості Червоного вартового, російський суперлиходій Присутність (Сергій Крилов) спіймав Белінскі та наділив її надлюдськими силами. Вона мутувала і почала називати себе Сіяння. Відтоді її тіло майже повністю складається з радіоактивної енергії, тому їй приходиться постійно носити захисний костюм. Також можливо, що під костюмом навіть немає живого тіла, а всього лиш згусток радіації. Сіяння здатна поглинати радіацію, створювати енергетичні поля і вистрілювати зарядами енергії. Персонаж може проколювати викривлений простір, внаслідок чого подорожувати на космічні відстані, долати галактики одна за одною. Їй не потрібно їсти, пити, спати і дихати. Розум Тані та розум Присутності телепатично зв'язані, тому вони бояться втратити один одного.

### Йосиф Петкус
Четвертий Червоний вартовий, Йосиф Петкус, дебютував у коміксі Captain America #352 (квітень 1989). Персонажа створили письменник Марк Грюенвальд і художник Кієрон Дваєр. Згодом Петкус з'явився у Avengers #319–324 (липень–жовтень 1990), Incredible Hulk #393 (травень 1992) і Soviet Super-Soldiers #1 (листопад 1992). Герой змінив псевдонім на Сталевий вартовий у Iron Man #9 (жовтень 1998). В Official Handbook of the Marvel Universe Update '89 #7 Йосиф Петкус був названий як один з членів Верховної ради.
Йосиф був оперативником спецслужб Радянського Союзу і виступав учасником войовничої команди суперлюдей Верховна рада. Поряд з ними він атакував Радянських Супер-Солдатів. Разом з Капітаном Америка йому вдалося побороти істоту, схожу на ведмедя, що з'явився з виміру Темної Сили. Після розпаду СРСР Верховна Рада була перетворена на російську супергеройську групу Зимова варта. Поряд з цією приналежністю він об'єднувався з Месниками і Загоном Альфа (група канадських супергероїв) для боротьби з Корпусом Миру, армією атлантійців та Комбінатом. Пізніше Йосиф Петкус (уже Сталевий вартовий) приєднався до Народного Протекторату, що складався з уламків Зимової варти. Ця команда вирушила на пошуки володаря часу Іммортуса, щоб відродити померлу сестру Авангарда — Лаянію Петровну. Іммортус погодився виконати їхнє прохання, але якщо вони знищать Жахливих Примар, які атакують його королівство. У цій битві Йосиф помер.

### Красно Гранітський
Красно Гранітський, що став п'ятим Червоним вартовим, вперше з'явився у Maverick #10 (червень 1998) і був створений письменником Хорхе Гонзалесом та художником Лео Фернандесом. Він допоміг найманцеві Маверику у боротьбі зі злочинцем Іваном Пушкіним, якого найманець мав убити. Також персонаж з'явився у Captain America vol. 5, #1 за авторством Еда Брюбейкера, де Олександр Лукін стратив Гранітського.
Ім'я "Красно Гранітський" є відсилкою до роману «З Росії з любов'ю» про Джеймса Бонда, де цей псевдонім використовував убивця Ред Грант.

### Антон
Шостий Червоний вартовий на ім'я Антон вперше з'явився у коміксі Hulk #1 (січень 2008) за авторством Джефа Леба як член Зимової варти. Антон згадує, що був інженером та у минулому пілотом броні Багряний Динамо. Також було виявлено, що він (принаймні частково) є ЖМЛ (життєздатна модель людини; робот). У результаті герой був обезголовлений Жахливими Примарами, але його голову вдалось зберегти та були натяки, що вона все ще життєздатна.

### Микола Криленко
Микола Криленко — сьомий Червоний вартовий та дійсний лідер Зимової варти. Більше відомий як Авангард.

## Сили та здібності
Ніхто із Червоних вартових не проявляв те, що володіє якимось надлюдськими здібностями, за винятком Тані Белінскі, яка пізніше стала Сіянням, Ultimate-версією Шостакова та сьомого вартового — Миколи Криленко. Усі вони є висококваліфікованими спортсменами. Олексій Шостаков був пілотом-асом, учасником бойових дій, а фізичну підготовку отримав на шпигунських курсах КДБ. Кожен Червоний вартовий (крім Олексія і Тані) використовували сталевий щит, схожий на той, що був тоді у Капітана Америка. Олексій і Таня володіли металевим диском, що повертався до власника за допомогою магнітної пряжки на костюмі. Четвертий Червоний вартовий (Йосиф Петкус) поряд зі щитом мав електричний меч. Сили ЖМЛ-Вартових Антона пояснювалися кібернетичними вставками у його організмі, це посилювало його здібності у кілька разів. Авангард/Микола Криленко, брат Лаянії Петровної, є мутантом, тому і має надлюдські здібності. Він має особливе магнітне поле навколо себе, що здатне відштовхувати електромагнітну і кінетичну енергію назад у середовище. У бою це краще виходить за допомогою різних предметів, наприклад щита з вібранію або серпа і молота (якими він володів раніше). Цю силу він також використовує проти землі задля польоту. Микола носить більш удосконалений костюм, ніж попередні Червоні вартові. У ньому знаходиться комп'ютер, що не тільки забезпечує зв'язок, а й підсилює магнітне поле носія.

## Альтернативні версії

### Вигнанці / Земля-3470
В одному зі всесвітів (Земля-3470), що з'явився у коміксі Exiles (укр. Вигнанці), фігурує Червоний вартовий, повністю у броні.

### Marvel Zombies
Зомбі-версія Червоного вартового була помічена серед багатьох інших зомбі, що тероризують Нью-Йорк у пошуках жертв. Імовірно герой був заражений у Росії, коли туди прибув уже інфікований Ртуть.

### Ultimate Marvel
Версія Олексія Шостакова із всесвіту Ultimate Marvel (Земля-1610), що використовує ім'я Капітан Росія, мабуть є аналогом Капітана Америки у Російській Федерації. Він очевидно божевільний, бо володіє імпровізованим щитом з людських решток. Його суперздібностями є надлюдська сила і витривалість. У бою з Капітаном Америка переміг останній. Колись Шостаков був одружений з Чорною Вдовою, але тепер мертвий.
Полковник Абдул аль-Рахман (лідер Визволителів), родом з Азербайджану був заснований на образі Червоного вартового. Як противага Капітанові Америка він носив червоний костюм і був перетворений російськими вченими на суперсолдата. Також персонаж використовував зброю, схожу на двоклинковий світловий меч. Він почав битву з Капітаном Америка біля Білого Дому. Галк взяв щит Кепа, щоб звільнити йому руки, а той забрав у Абдула його меч і вбив його. Його мертве тіло було відправлено до Щ.И.Т.а.  
- Полковник на Comic Book DB (архів оригіналу[Архівовано 22 листопада 2019 у Wayback Machine.]).

### Громадянська війна: Дім М
Червоний вартовий був помічений у якості учасника Радянських Супер-Солдатів.

### Bullet Points
У всесвіті Bullet Points Олексій Шостаков був помічений серед героїв, що боролися з Галактусом.

## Поза коміксами

### Мультсеріали
- Шостаков з'являється в епізоді Secret Avengers мультсеріалу 2013 року «Месники: Загальний збір», озвучений Троєм Бейкером.[29] Він виступає лідером команди Зимова варта та зустрічається з Таємними Месниками. Через непорозуміння вони розпочали ворожнечу, але після виникнення загрози знищення найближчого села від радіаційного об'єкта команди об'єднуються задля порятунку населення. Червоний вартовий пояснює групі Капітана Америки, що вони не лиходії, а російські супергерої, що працюють на Центральне командування — колегу Щ.И.Т.

### Фільми
- Актор Девід Гарбор виконав роль Олексія Шостакова у фільмі «Чорна вдова», що є частиною кінематографічного всесвіту Marvel.[30] Кінострічка вийшла у кінотеатрах України 8 липня 2021 року.

### Відеоігри
- Олексій Шостаков як Червоний вартовий є іграбельним персонажем у відеогрі Lego Marvel Super Heroes 2.